# Paddington
Paddington es un barrio dentro de la ciudad de Westminster, en el centro de Londres, Londres, Inglaterra, Reino Unido. Anteriormente tenía un municipio metropolitano propio, pero se integró con Westminster y el Gran Londres en 1965. Tres importantes hitos del distrito son la estación de Paddington, diseñada por el célebre ingeniero Isambard Kingdom Brunel e inaugurada en 1847; Hospital de St. Mary's y la Comisaría de Policía de Paddington Green (la más importante estación de policía de alta seguridad en el Reino Unido)
Un gran proyecto llamado Paddington Waterside pretende regenerar terrenos que eran del ferrocarril y el canal entre 1998 y 2018, y la zona está viviendo un nuevo desarrollo.

## Historia
La mención más antigua que existe a Padington, históricamente parte del condado de Middlesex, se hace en 1056.[cita requerida]
En la época isabelina y estuardo, la rectoría y las casas asociadas a ella estuvieron ocupadas por la familia Small (o Smale). Nicholas Small fue un pañero suficientemente bien relacionado como para que Holbein pintara un retrato de su mujer, Jane Small. Nicholas murió en 1565 y su esposa se casó otra vez, con Nicholas Parkinson, quien también residía en Paddington. Parkinson consiguió ser el maestro de la compañía de pañeros. Jane Small siguió viviendo en Paddington después de la muerte de su segundo esposo, y su casa señorial era suficientemente grande para que la alquilase Sir John Popham, el abogado general, en los años 1580. En esta época hubo una taberna asociada con la finca, llamada Blowers.
Para el año 1773, un historiador contemporánea determinó que "puede decirse que Londres ahora incluye dos ciudades, un burgo y cuarenta y seis antiguos pueblos", siendo Paddington y la vecina Marybone (Marylebone) como dos de esos pueblos.
Las calzadas romanas formaban los límites nororiental y meridional desde Marble Arch: Watling Street (más tarde Edgware Road) y la Uxbridge road, conocida en los años 1860 como Bayswater Road. Eran barreras de peaje en el siglo XVIII, antes y después de desmantelarse el "árbol" patíbulo de Tyburn permanente en su conjunción en 1759. Para el año 1801, el área estaba también atravesada por la Harrow Road y una rama del Grand Junction Canal (hoy llamada Grand Union Canal). : p.174 

### Tyburnia
En el siglo XIX la parte de la parroquia entre Edgware Road y Westbourne Terrace, Gloucester Terrace y Craven Hill, limitado por el sur por Bayswater Road, era conocida como Tyburnia. El distrito estaba formado por la pieza central de un plan maestro de 1824 por Samuel Pepys Cockerell para que remodelara la finca de Tyburn (Tyburnia serían las tierras históricas del obispado de Londres) en una zona residencial que rivalizase con Belgravia.
La zona se planificó a mediados de los 1800 cuando grandes plazas y las casas adosadas con fachada de estuco color crema empezaron a llenar el terreno entre la estación de Paddington y Hyde Park; sin embargo, los planes nunca se cumplieron por completo. A pesar de esto, Thackeray describió el distrito residencial de Tyburnia como "la elegante, la próspera, la educada Tyburnia, el distrito más respetable del globo habitable".

### Etimología
De dónde derive este nombre es algo que se desconoce. Se han dado distintas explicaciones especulativas, entre ellas Padre-ing-tun (pueblo del prado del padre), Pad-ing-tun (pueblo del prado del caballo de carga), y Pæding-tun (pueblo de la raza de Pæd) : pp.110–111  siendo la última una sugerencia del erudito anglosajón John Mitchell Kemble. Hay otro Paddington en Surrey, documentado en el Domesday Book como "Padendene" y posiblemente relacioada con la misma antigua familia. Un señor llamado Padda se menciona en el Domesday Book, relacionado con Brampton (Suffolk).

### Expresiones coloquiales
Un diccionario del siglo XVIII da la definición "Día feriado en Paddington. Un día de ejecución, siendo Tyburn la parroquia o vecindario de Paddington. Bailar el brinco de Paddington; ser colgado."  Las ejecuciones públicas se abolieron en Inglaterra en 1868.

## Estación de ferrocarril

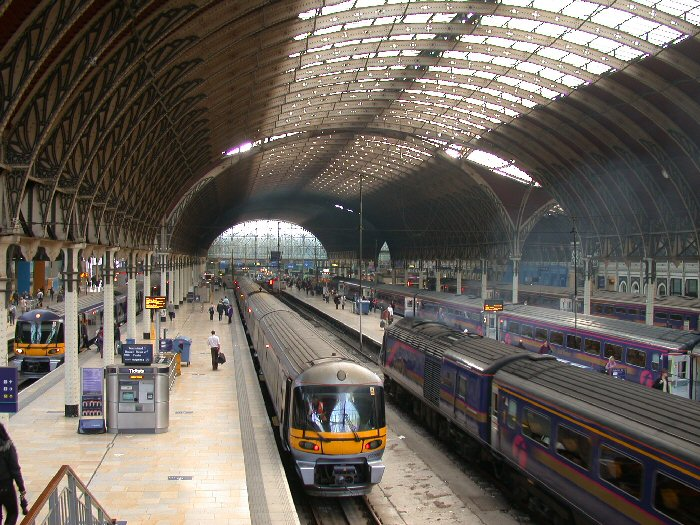
Estación de ferrocarril.

La estación de Paddington es el término para servicios con el Oeste de Inglaterra (esto es, Slough, Maidenhead, Reading, Swindon) y a Oxford, Bristol, Bath, Taunton, Exeter, Plymouth, Cornualles y el sur de Gales (incluyendo Cardiff, Bridgend y Swansea). El Heathrow Express da servicio al aeropuerto de Heathrow.
En la estación hay estatuas de su diseñador, Isambard Kingdom Brunel, y del personaje de literatura infantil el Oso Paddington.

## Remodelación
El tráfico comercial del Grand Junction Canal (que se convirtió en el Grand Union Canal en 1929) menguó debido a la competencia del ferrocarril a finales del siglo XIX y principios del XX, y las mercancías se trasladaron del ferrocarril a la carretera después de la Segunda Guerra MUndial, lo que llevó al abandono de los almacenes a principios de la década de los ochenta. La tierra quedó abandonada hasta que se creó el Paddington Waterside Partnership en 1998 para coordinar la regeneración de la zona entre el Westway, Praed Street y Westbourne Terrace. 

## Personas de Paddington
- Alan Turing, padre de la ciencia computacional, matemático, lógico, criptoanalista y filósofo
- Robert Baden-Powell, teniente-general del ejército británico, escritor, y fundador del movimiento scout
- George Butterworth, compositor
- Joe Cole, futbolista profesional
- Joan Collins, actriz, autor y columnista[15]
- Elvis Costello, cantante y escritor de canciones[15]
- Les Ferdinand, futbolista profesional[15]
- Rhona Mitra, actriz[15]
- Alfred Molina, actor
- Hermione Norris, actriz[16]
- George Osborne, político conservador, Chancellor of the Exchequer del Reino Unido
- Seal, cantante y escritor de canciones
- David Suchet, actor[15]
- Kiefer Sutherland, actor[15]
- Emma Thompson, actriz, comediante y guionista[15]

## Residentes destacados
El poeta victoriano Robert Browning se trasladó desde el 1 de Chichester Road a Beauchamp Lodge, 19 Warwick Crescent, en 1862 y vivió allí hasta 1887.: pp.199  Se le atribuye haber llamado a esa localidad, en la conjunción de dos canales, "Pequeña Venecia", una leyenda que fue discutida por Lord Kinross en 1966 y por London Canals. Ambos afirman que fue Lord Byron quien acuñó el término, humorísticamente, que se aplica hoy más ampliamente, a una amplia parte del sistema de canales.
El Hospital St Mary's en Praed Street es el lugar de varios logros médicos notables. En 1874, C. R. Alder Wright sintetizó heroína (diacetilmorfina). También allí, en 1928, Sir Alexander Fleming aisló por vez primera la penicilina consiguiendo el premio Nobel. El hospital tiene un Museo del Laboratorio Alexander Fleming donde los visitantes pueden ver el laboratorio de Fleming, restaurado a las condiciones que tenía en 1928, y exploran la historia de Fleming y el descubrimiento y desarrollo de la penicilina a través de una exposición y audiovisual.
El médico, naturalista y ornitólogo Edward Wilson, que murió en 1912 en la malhadada expedición británica a la Antártida del capitán Robert Scott, había practicado anteriormente como un doctor en Paddington. La anterior escuela primaria de Senior Street fue rebautizada como Edward Wilson School por él en 1951.: pp.266 
El pintor británico Lucian Freud tuvo su estudio en Paddington, primero en Delamere Terrace desde 1943 a 1962, y luego en el 124 de Clarendon Crescent de 1962 a 1977.
Entre 1805 y 1817, la gran actriz Sarah Siddons vivió en Desborough House, (que fue demolida antes de 1853 para abrir paso al Great Western Railway) y fue enterrada en Paddington Green, cerca de las tumbas posteriores de los eminentes pintores Benjamin Haydon y William Collins. : p.183  Su hermano Charles Kemble también construyó una casa, Desborough Lodge, en el vecindario —en donde puede que ella viviera después.: p.230  En años posteriores, la actriz Yootha Joyce, conocida por su papel en la comedia de televisión clásica George y Mildred, vivió en el 198 de Sussex Gardens.
Uno de los sobrinos de Napoleón, el príncipe Louis Lucien Bonaparte (1813-1891), un destacado lingüista y dialectólogo, que pasó la mayor parte de sus años de adulto en Inglaterra, tuvo una casa en Norfolk Terrace, Westbourne Park.: p.200 
La filántropa Ann Thwaytes vivió en el 17 de Hyde Park Gardens entre 1840 y 1866.

## Galería

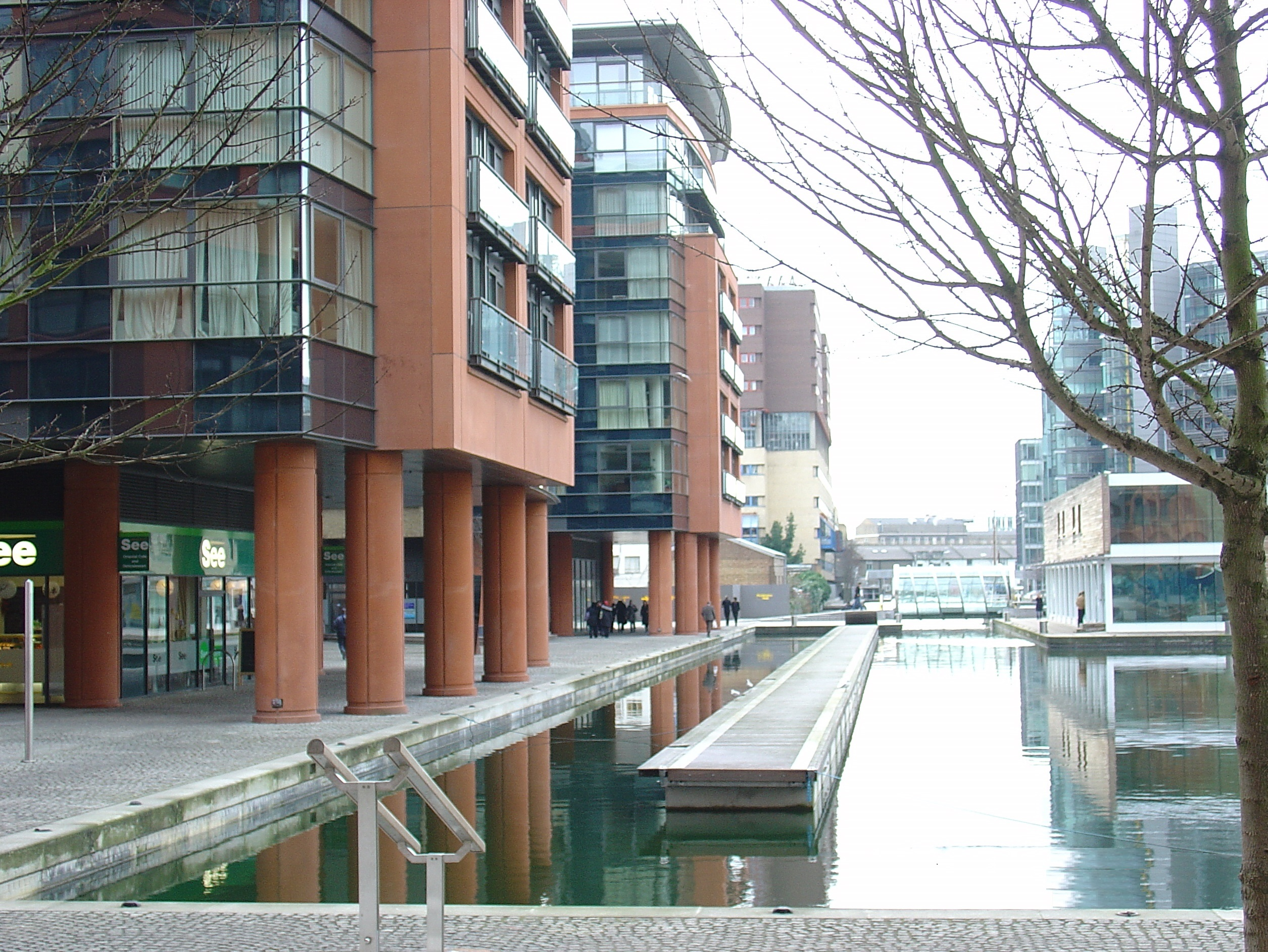
Paddington Basin, Grand Union Canal
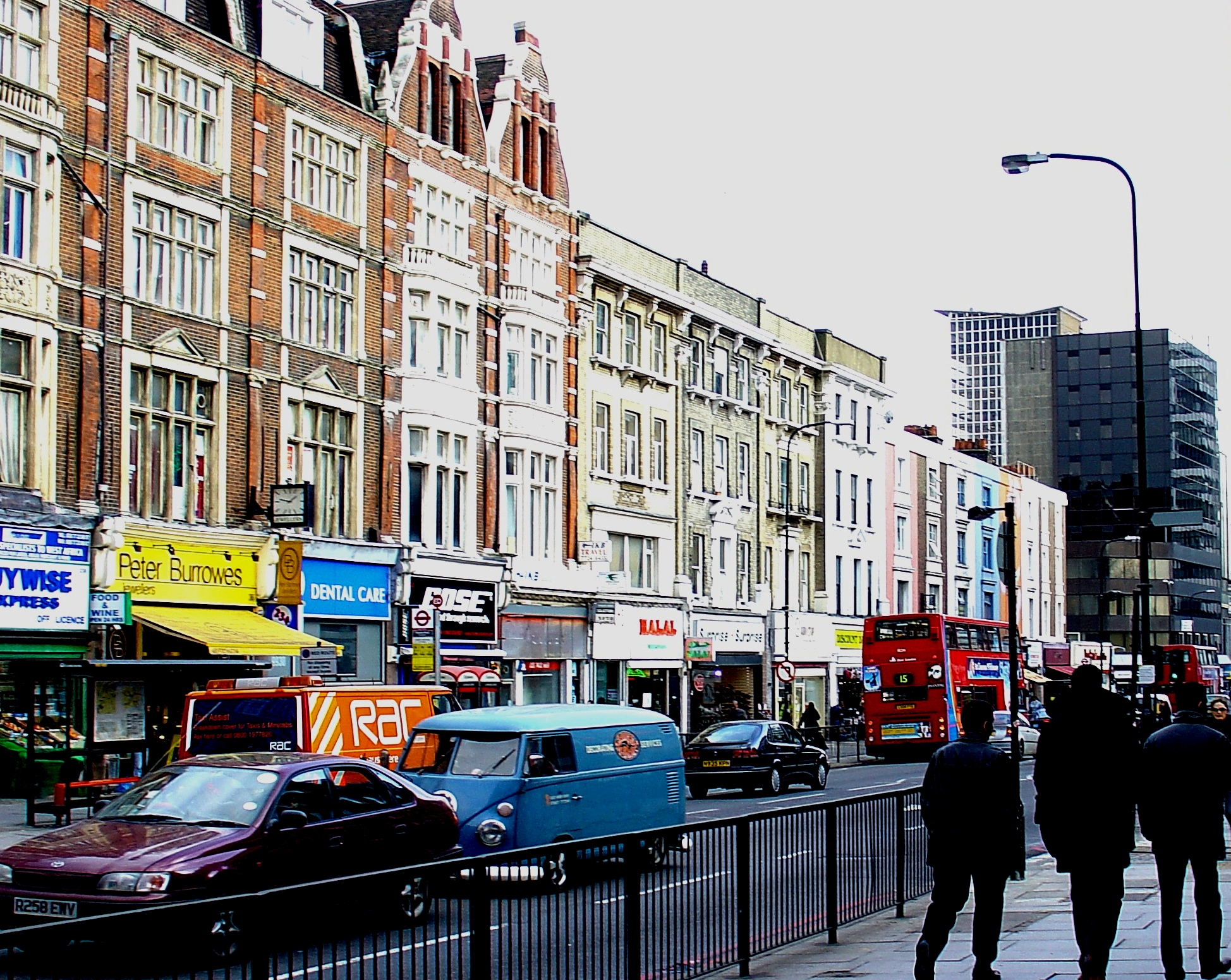
Edgware Road
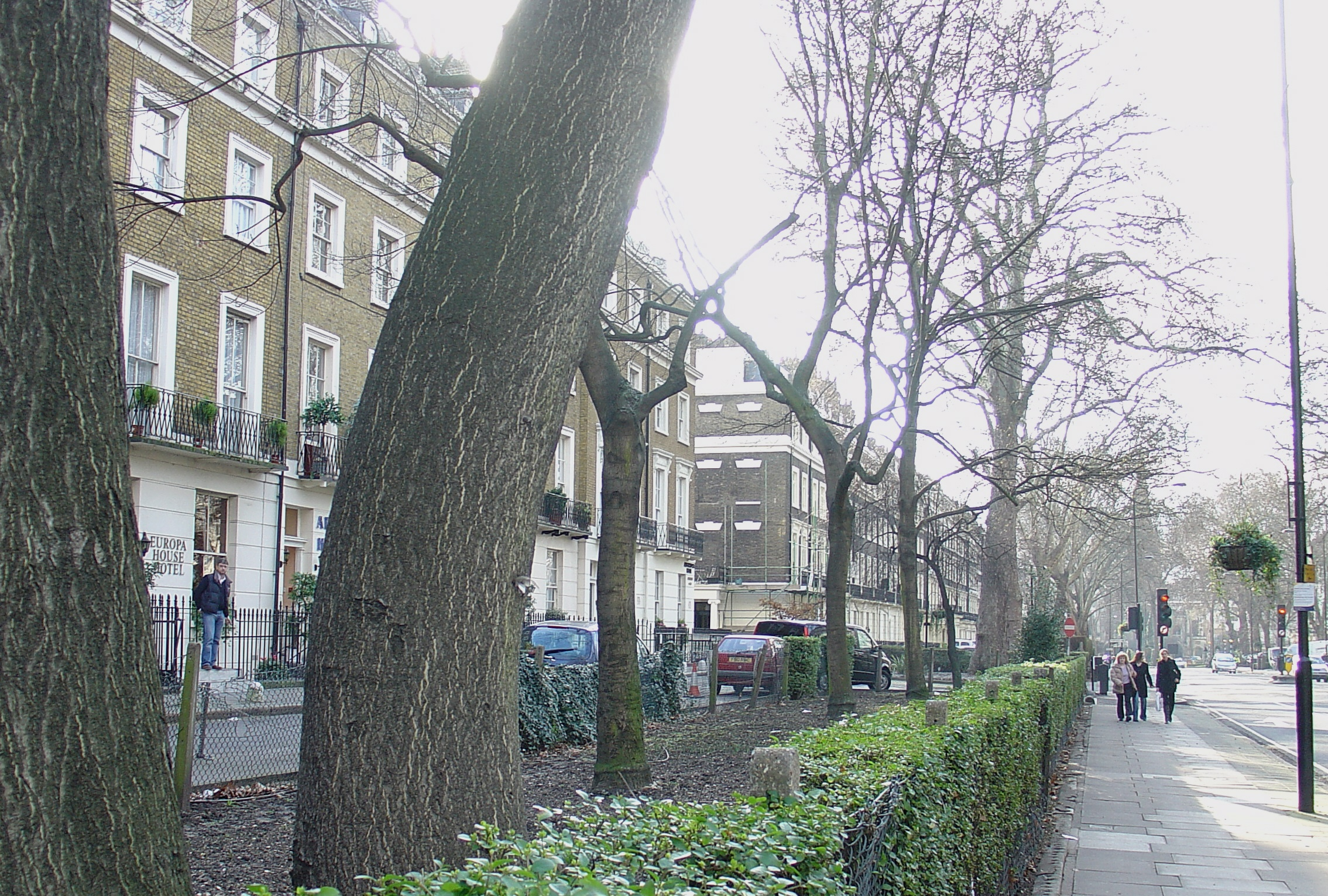
Sussex Gardens
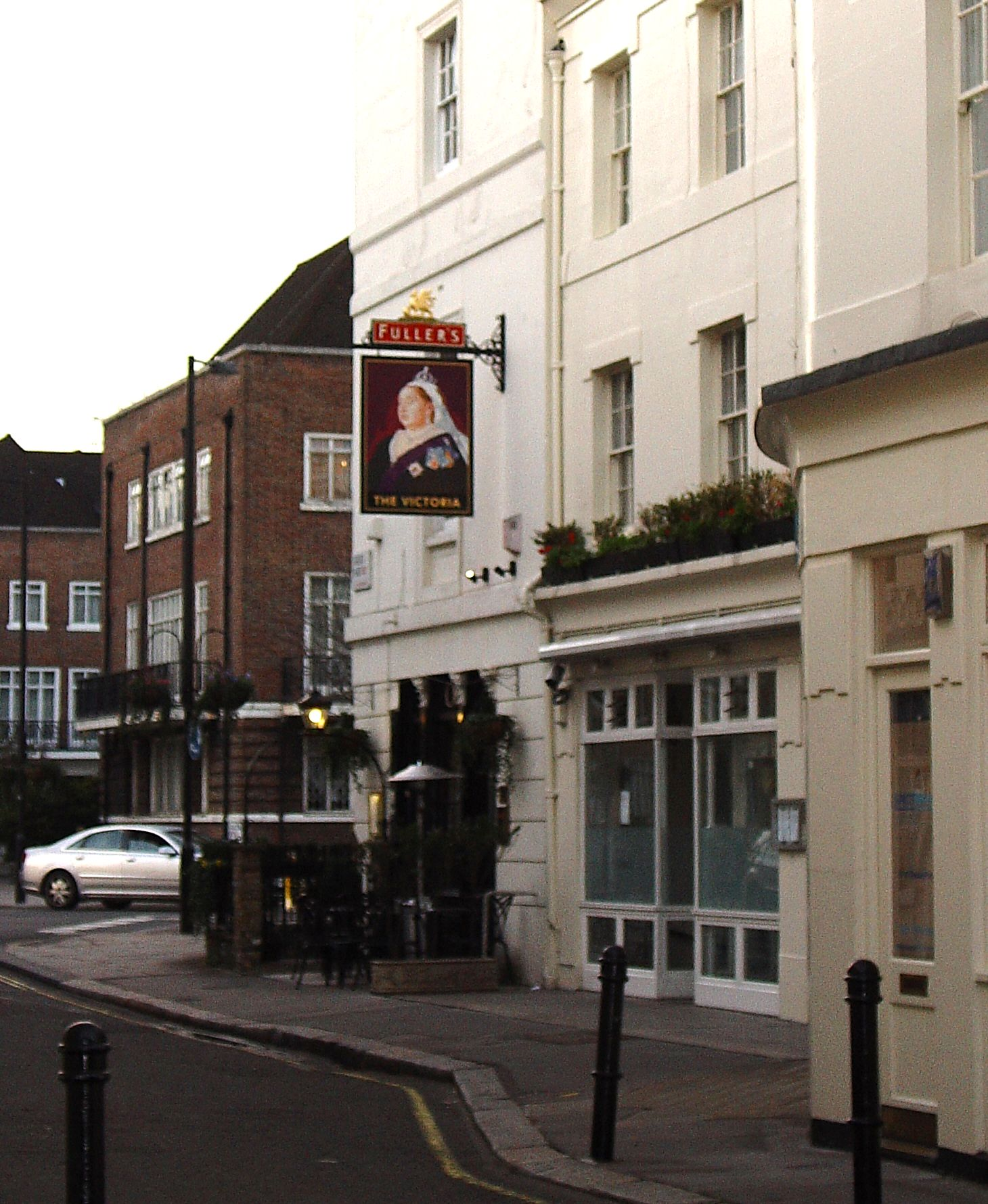
Victoria pub, Gloucester Square